# Raymond Baudère
Raymond Baudère (* 6. Januar 1920 in Bulle; † 15. Dezember 2007 in Nyon, heimatberechtigt in Assens) war ein Schweizer Politiker (KVP).

## Biografie
Baudère besuchte das Progymnasium der klassischen Ausrichtung und absolvierte dann die Handelsschule. Später arbeitete er als Büroangestellter bei verschiedenen Berufsverbänden. Von 1961 bis 1985 leitete er die Caritas des Kantons Waadt.
Sein erstes politisches Amt nahm Baudère von 1949 bis 1963 als Gemeinderat der Stadt Lausanne wahr. Er war Ersatzrichter, Richter und Vizepräsident des Bezirksgerichts von Lausanne in den Jahren 1961 bis 1983. Von 1953 bis 1961 war er für die Konservativ-christlichsoziale Volkspartei im Grossen Rat des Kantons Waadt, ehe er von 1962 bis 1967 im Nationalrat amtete. Während seiner Nationalratszeit war er Mitglied der ständigen SBB-Kommission.
Ferner war Baudère Präsident des Hilfswerks Sainte-Hélène für Frauen in Notlagen und war Gründungsmitglied der sozialmedizinischen Stiftung Clémence in Lausanne im Jahre 1975.